# Азартні ігри в Уругваї
Азартні ігри в Уругваї є повністю легальним бізнесом. Країна відрізняється найбільш вільним ринком азартних ігор Латинської Америки та є одним з найбільш вільних серед ринків інших країн світу. Законодавство дозволяє і чітко регулює будь-які види азартних ігор, отримання ліцензії від державного регулятора відбувається швидко і має формальні умови.

## Історія
Протягом всього XX століття Уругвай жодного разу на вводив заборону на азартні ігри в казино та інших типах гральних закладів. У порівнянні з іншими країнами Південної Америки, такими як Чилі, Колумбія та Перу, Уругвай дужелояьно ставиться до азартних ігор.
1921 року в Монтевідео було створено готель Sofitel Montevideo Casino Carrasco and Spa, в ньому діяло перше в країні казино. Цей готель все ще працює, це найстаріше уругвайське і одне з найстаріших казино в Південної Америки. Натомість, іподром El Hipodromo Nacional de Maroñas у столиці Монтевідео діє з 1847 року.
Азартні ігри були повністю дозволеними до 1984 року, коли відбувся перехід від тотального контролю соціалістичного військового до демократично обраного уряду. Через постійні зміни законодавства тоді закрилася низка місцевих казино.
1996 року було введено «змішану систему», це унікальна система «спільної відповідальності» дозволила урядові отримувати 35-45 % прибутків, отриманих казино та гральними закладами. Уряд також швидко видавав ліцензії на азартні ігри приватним компаніям, не обмежуючи кількість ігор та гральних машин у закладах. Натомість, організатори мали забезпечити якісне обладнання, рекламу та безпеку ігор.
2015 року Уругвайська рада з контролю над казино заявила, що доходи від азартних ігор зросли на 7 %, а чистий прибуток виріс на 9,5 % порівняно з 2014 роком.
2017 року Уругвай запровадив заборону на роботу в країні іноземних онлайн-казино без відповідних ліцензій уряду.
Станом на 2020 рік в Уругваї діє 35 казино, більшість із них — у Монтевідео. У більшості казино персонал вільно володіє англійською та іспанською мовами.
2020 року Уругвайська рада з контролю провела розслідування та аудиторські перевірки у 12 організаціях щодо їхньої діяльності 2018—2019 років. Їх підозрювали у нецільовому використанні державних коштів. Серед них був і Уругвайський регулятор грального бізнесу.

## Законодавство
Ліцензії на проведення азартних ігор видаються Уругвайською радою з контролю казино, яка також стежить за дотриманням законодавства. Всіма лотереями Уругваю керує уряд країни.
Уругвай відомий своєю демократією, свободою прав та швидким зниженням рівня корупції в уряді. Законодавство щодо азартних ігор в країні вважається набагато ефективнішим, ніж у багатьох інших. Для участі в азартних іграх допускаються гравці віком від 18 років. Країна щороку отримує понад 100 млн $ прибутку з податків від азартних ігор.